# ساندرا بلاك
ساندرا بلاك (بالإنجليزية: Sandra Black)‏ هي اقتصادية أمريكية، ولدت في 1969.